# Charlie McConalogue

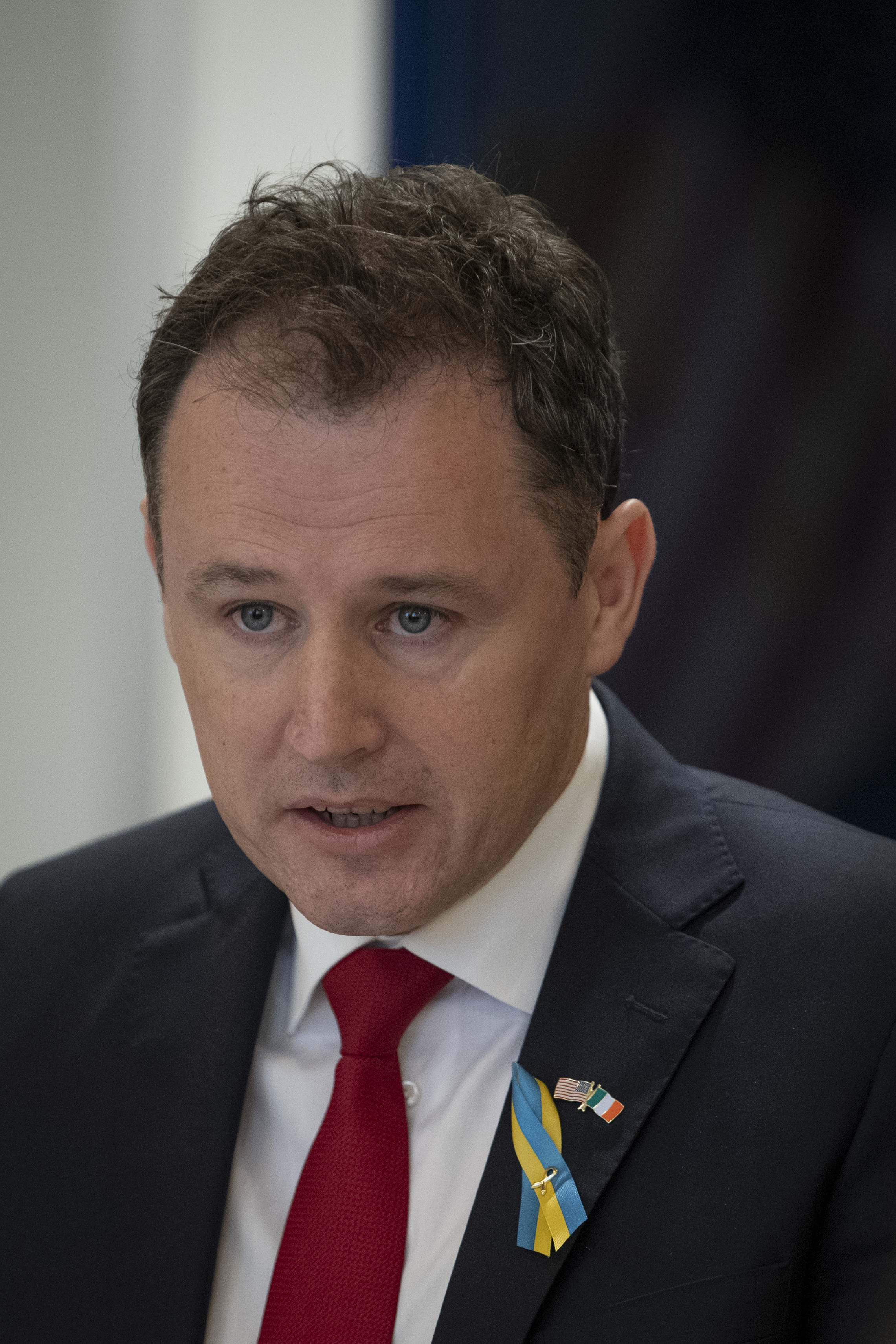
Charlie McConalogue (2022)

Charlie McConalogue (irisch Cathal Mac Conaill Óig, * 29. Oktober 1977 in Letterkenny, County Donegal) ist ein irischer Politiker und gehört seit 2011 dem Dáil Éireann, dem Unterhaus des irischen Parlaments an.

## Leben
McConalogue wuchs auf einem Bauernhof in Gleneely bei Carndonagh auf und studierte Wirtschafts-, Politik- und Geschichtswissenschaften am University College Dublin. Nach dem Studium arbeitete er in der Parteizentrale der Fianna Fáil. Als sein Vater starb, kehrte er auf den elterlichen Bauernhof zurück.
2009 wurde er erstmals in den Donegal County Council für den Bezirk Inishowen gewählt. Bei den Wahlen zum Dáil Éireann 2011 gelang ihm für den Wahlkreis Donegal North-East der Einzug ins irische Unterhaus. Den Sitz konnte er bei den nachfolgenden Wahlen 2016 und 2020, nun allerdings für den neugebildeten Wahlkreis Donegal verteidigen.
Im Juli 2020 wurde McConalogue (kurzzeitig) zum Staatsminister im Justizministerium (Minister of State at the Department of Justice with the Responsibility for Law Reform) in der Regierung Martin I ernannt. Nach dem Rücktritt von Dara Calleary übernahm er im September 2020 dessen Posten als Minister für Landwirtschaft und Fischerei (Minister for Agriculture, Food and the Marine). Beim Regierungswechsel im Dezember 2022 behielt er den Posten im Kabinett Varadkar II. In seiner Funktion als Staatsminister im Justizministerium folgte ihm James Browne.
McConalogue wurde 2024 als möglicher Kommissar Irlands für die EU-Kommission gehandelt. Die Regierung entschied sich jedoch, Michael McGrath zu nominieren.
In der neuen, ab Januar 2025 amtierenden Regierung Martin II wurde er zum Staatsminister für Sport ernannt.

## Privates
Charlie McConalogue ist verheiratet und hat zwei Söhne.